# Обыкновенная горлица
Обыкновенная горлица (лат. Streptopelia turtur) — вид птиц из семейства голубиных (Columbidae).

## Описание
Обыкновенная горлица достигает размеров от 26 до 29 см и весит около 300 г. Верхняя сторона этой стройной птицы окрашена в красно-коричневый и чёрный цвет. По бокам она чёрно-белая, а нижняя сторона белая, в то время как грудь окрашена в красноватый оттенок. Самцы и самки выглядят одинаково.

## Распространение
Эта перелётная птица с мая по сентябрь встречается в лиственных лесах и парках почти по всей Европе, за исключением Скандинавии и Ирландии. Зиму она проводит к югу от Сахары.

## Питание
Обыкновенная горлица питается семенами и частями растений. Пищу она ищет на полях и других открытых пространствах.

## Размножение

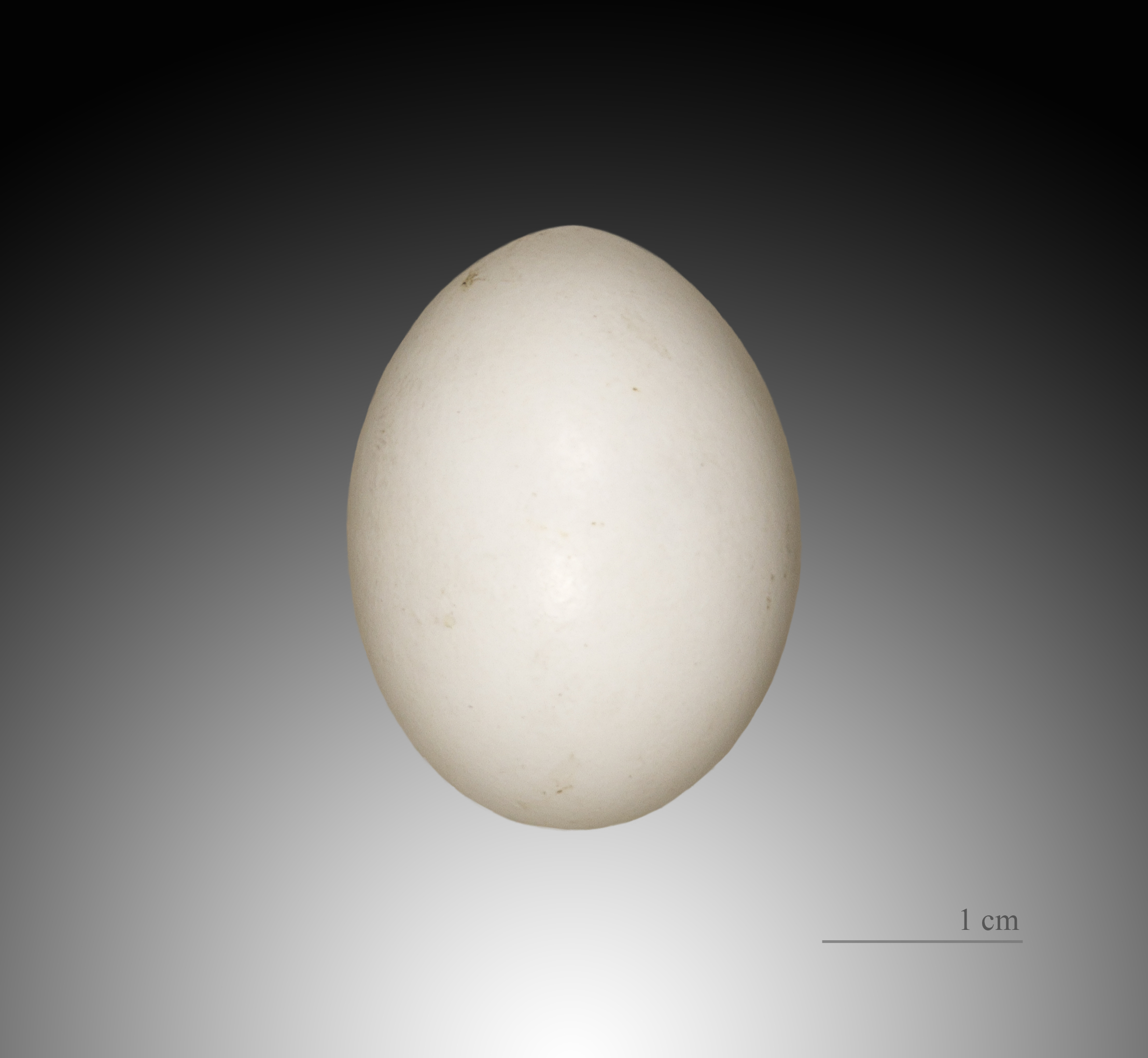
Streptopelia turtur turtur

Период спаривания и насиживания яиц длится от мая до августа. Самка откладывает в спрятанное в кустах или на деревьях гнездо по два белых яйца. Гнездо сооружается из мелких веточек и листьев. Насиживание яиц длится около 13-14 дней. Вылупившиеся птенцы около 18 дней находятся в гнезде и выкармливаются родителями. Они окрашены в серо-коричневый цвет и ещё не имеют чёрно-белого узора на шее.

## Прочее
Союз охраны птиц России объявил 2019 год годом обыкновенной горлицы.